# Wii

Logo konsoli

Wii – konsola gier wideo zaprojektowana i produkowana przez japońskie przedsiębiorstwo Nintendo. Była początkowo znana pod nazwą Revolution i jest następczynią GameCube’a.
Konsola ma bezprzewodowy kontroler – pilot Wii, który może być używany jako urządzenie wskazujące i może wykrywać ruch w trzech wymiarach. Ważnym elementem konsoli jest również usługa WiiConnect24, która pozwala na otrzymywanie wiadomości i uaktualnień za pośrednictwem Internetu.
Nintendo pierwszy raz wspomniało o konsoli w 2004 na konferencji prasowej przed E3, a pokazało ją po raz pierwszy publicznie na tych samych targach w 2005. W sierpniu 2005 podczas Tokyo Game Show Satoru Iwata pokazał prototyp kontrolera konsoli. Na E3 w 2006 konsola wygrała jedną z przyznawanych nagród. Od 8 grudnia 2006 konsola była dostępna na rynkach gier w Europie, Azji i Stanach Zjednoczonych. Konsola została wycofana z produkcji w 2013 roku.

## Wydanie
W dniach 14 i 15 sierpnia 2006 Nintendo wydało oświadczenia ujawniające daty wydania konsoli na rynkach w Japonii, Ameryce Północnej i Południowej, Australazji (Oceanii), Azji i Europie, włączając w to daty, ceny i metody dystrybucji.
7 czerwca 2006 Nintendo ujawniło, że ma plan na wydanie 6 milionów jednostek konsoli i 17 milionów kopii oprogramowania dla konsoli do końca roku fiskalnego (do 31 marca 2007). Plan obejmował sprzedaż czterech milionów konsoli do końca kalendarzowego roku 2006. 14 września 2006 oświadczono, że większa część dystrybuowanych konsoli znajdzie się w obydwu Amerykach.
Pod koniec grudnia 2006 w Wielkiej Brytanii w magazynach nadal dostępna była ograniczona liczba konsol, przez co wiele sklepów nie mogło wysłać ich nawet do osób, które zamówiły ją jeszcze w przedsprzedaży. Problem z dostępnością sprzętu był ogólnoświatowy. Na przykład w Polsce oficjalny dystrybutor Lukas Toys określił poziom jej dostępności jako „katastrofalny”, a powodem była zbyt duża sprzedaż i mała liczba wyprodukowanych konsol, przez co w pierwszym roku zaspokojono jedynie 20% popytu. W dniu premiery dostarczono 2000 konsol, z czego prawie wszystkie sprzedano jako zamówienia przedpremierowe.

### Tytuły startowe
14 listopada 2006 potwierdzono, że wraz z dniem premiery konsoli w Ameryce Północnej i Południowej, dostępnych będzie 21 tytułów oraz 12, które pojawią się w trakcie kolejnych premier, dając razem 33 tytuły wydane na start konsoli. Gra Wii Sports dołączana jest do konsoli w każdym regionie poza Japonią.
| Tytuł gry                              | Region(y)                 | Tytuł gry                                            | Region(y)                 |
| -------------------------------------- | ------------------------- | ---------------------------------------------------- | ------------------------- |
| Avatar: The Last Airbender             | A.Płn. A.Płd. AUS         | Call of Duty 3                                       | A.Płn. A.Płd. EUR AUS     |
| Auta                                   | A.Płn. A.Płd. EUR AUS     | GT Pro Series                                        | A.Płn. A.Płd. EUR         |
| The Legend of Zelda: Twilight Princess | A.Płn. A.Płd. JPN EUR AUS | Madden NFL 07                                        | A.Płn. A.Płd. EUR         |
| Marvel: Ultimate Alliance              | A.Płn. A.Płd. EUR         | Monster 4x4 World Circuit                            | A.Płn. A.Płd. JPN EUR AUS |
| Need for Speed: Carbon                 | A.Płn. A.Płd. EUR         | Rayman: Szalone Kórliki                              | A.Płn. A.Płd. JPN EUR AUS |
| Red Steel                              | A.Płn. A.Płd. JPN EUR AUS | SpongeBob SquarePants: Creature from the Krusty Krab | A.Płn. A.Płd. EUR         |
| Tony Hawk’s Downhill Jam               | A.Płn. A.Płd. EUR         | Trauma Center: Second Opinion                        | A.Płn. A.Płd. JPN         |
| Wii Play                               | JPN EUR AUS               | Wii Sports                                           | A.Płn. A.Płd. JPN EUR AUS |

### Nazwa
Konsola początkowo znana była pod kodową nazwą "Revolution" do 27 kwietnia 2006, dosłownie przed rozpoczęciem targów E3. Powołując się na zalecenia Nintendo nazwa to "po prostu Wii, nie Nintendo Wii". Wii jest pierwszą konsolą Nintendo reklamowaną poza Japonią bez nazwy firmy w jej znaku towarowym. Nintendo wyjaśnia podwójne użycie litery "i" w nazwie tym, że mają one przypominać dwóch graczy stojących obok siebie oraz tym, że reprezentują kontrolery konsoli. Firma podała wiele powodów wybrania tej nazwy od czasu jej ujawnienia, jednak najbardziej popularny jest:

Wii brzmi jak 'we' [w angielskim wymawiane jako "łi", znaczy "my"], co podkreśla [fakt], że konsola jest dla wszystkich. [Nazwa] Wii może być łatwo zapamiętana przez ludzi, nieważne, jakiego języka używają. Bez nieładu. Bez skracania. Po prostu Wii.

Pomimo usprawiedliwiania przez Nintendo nazwy producenci gier i media początkowo negatywnie odnosili się do zmiany. Preferowano używanie nazwy "Revolution" zamiast "Wii". Reggie Fils-Aime odpowiedział na reakcję dziennikarzy i producentów wyjaśniając:

Revolution jako nazwa nie była idealna. Była długa i, w niektórych językach, trudna do wymówienia. Więc chcieliśmy coś, co będzie proste, na temat, łatwe w wymowie i charakterystyczne. I tak powstała, jako nazwa dla konsoli, 'Wii'.

Wypowiedż Reggiego Fils-Aime na temat odbioru nazwy Wii:

Chciałbym podziękować wszystkim ludziom, którzy już pierwszego dnia wypowiedzieli się dobrze o tej nazwie. Obu.

### Ekspansja rynkowa
CEO przedsiębiorstwa, Reginald Fils-Aimé, wyraził w 2006 roku nadzieję, że konsola trafi do szerszego grona odbiorców niż produkty konkurencji. Podczas konferencji prasowej gry Dragon Quest IX Satoru Iwata powiedział, że "nie myślimy o walce z Sony, lecz o tym, jak wiele osób możemy przyciągnąć do gier. Jedyna rzecz, o jakiej myślimy, to nie przenośne konsole, systemy i tak dalej, lecz to, ile osób wcześniej niegrających wciągniemy w gry".
Jest to odzwierciedlone w amerykańskich reklamach telewizyjnych (które tworzone były przez Stephena Gaghana) oraz internetowych. Slogany reklamowe to między innymi "Wii would like to play" (gra słów: "Chcemy się bawić", dosł. "Wii chce się bawić") i "Doświadcz nowych możliwości grania". Reklamy zaczęto nadawać 15 listopada 2006, a ich roczny koszt to 200 milionów dolarów.

### Odbiór
Na targach E3 w 2006 konsola Nintendo wygrała nagrodę Game Critics Awards Najlepszego na Targach oraz dla Najlepszego Sprzętu. W grudniowym 2006 wydaniu magazynu Popular Science konsola została nagrodzona tytułem Zwycięzcy Głównej Nagrody Rozrywki Domowej. Konsola otrzymała również nagrodę od telewizji Spike TV za "rewolucyjną technologię".

## Sprzęt
Konsola Wii jest aktualnie najmniejszym stacjonarnym systemem Nintendo, mierząc 44 mm szerokości, 157 mm wysokości i 215,4 mm długości w ustawieniu poziomym bez dołączonego stojaka (z którym mierzy 55,4 mm szerokości, 44 mm wysokości i 225,6 mm długości). Są to wymiary podobne do trzech standardowych pudełek DVD położonych obok siebie. Konsola waży 1,2 kg, co oznacza, że jest najlżejszą spośród trzech konsoli siódmej generacji. Konsola może stać zarówno w pozycji poziomej, jak i pionowej. Prefiks oznaczeń części konsoli i jej akcesoriów to "RVL-" wzięty z pierwotnej nazwy konsoli, "Revolution".
Z przodu konsoli dostępny jest świecący slot, w którym umieszcza się dyski z grami (zarówno 12 cm z grami na Wii i 8 cm z grami na Nintendo GameCube). Niebieskie światło w slocie oznacza, że konsola jest włączona, natomiast jego pulsowanie oznacza, że otrzymano nowe dane, na przykład wiadomości, przez usługę WiiConnect24. W przypadku grania lub w każdym innym przypadku światło jest wyłączone. Na tyle dostępne są dwa porty USB, a czytnik kart SD schowany jest pod pokrywą na przedzie konsoli. Karta SD może być używana do przechowywania zdjęć, zapisywania stanu gier oraz ściągniętych na Virtual Console gier. Dane Virtual Console nie mogą być odczytane na żadnej konsoli poza tą, z której zostały ściągnięte.
Nintendo dostarcza konsolę i Pilota Wii w różnych kolorach, włączając w to czarny, srebrny, zielony i czerwony, lecz początkowo konsola dostępna była jedynie w kolorze białym. Podczas E3 w 2006 r. pokazany został Pilot Wii w kolorze jasnoniebieskim. W porównaniu z aktualną wersją pilota, ta pokazywana na targach różniła się kilkoma szczegółami, jak na przykład rozmieszczeniem przycisków.
W pudełku z konsolą znaleźć można dodatkowo stojak, dzięki któremu można umieścić konsolę w pozycji pionowej, podkładkę stabilizującą, jeden Pilot Wii, jeden dołączany Nunchuk, jeden czujnik ruchu, wyjmowalną podstawkę pod czujnik ruchu, jeden zasilacz, dwie baterie AA, jeden kabel composite AV z wtyczkami RCA (component video i inne typy kabli dostępne są oddzielnie) i (wszędzie oprócz Japonii) kopia gry Wii Sports.
Rzecznik Nintendo potwierdził, że Nintendo planuje wydać wersję konsoli z obsługa formatu DVD-Video w Japonii. Wydanie tej edycji nie jest jeszcze zaplanowane w innych regionach. To potwierdza wcześniejsze oświadczenie firmy Sonic Solutions, w którym podano, że Nintendo wybrało ich oprogramowanie CinePlayer CE DVD Navigator do stworzenia tych możliwości. Choć do udostępnienia formatu DVD-Video w konsoli użyte zostanie odpowiednie oprogramowanie, taka zmiana "wymaga więcej, niż tylko aktualizacji firmware'u" i nie może być zaimplementowana tym samym przez sieć WiiConnect24.

### Kontroler Wii

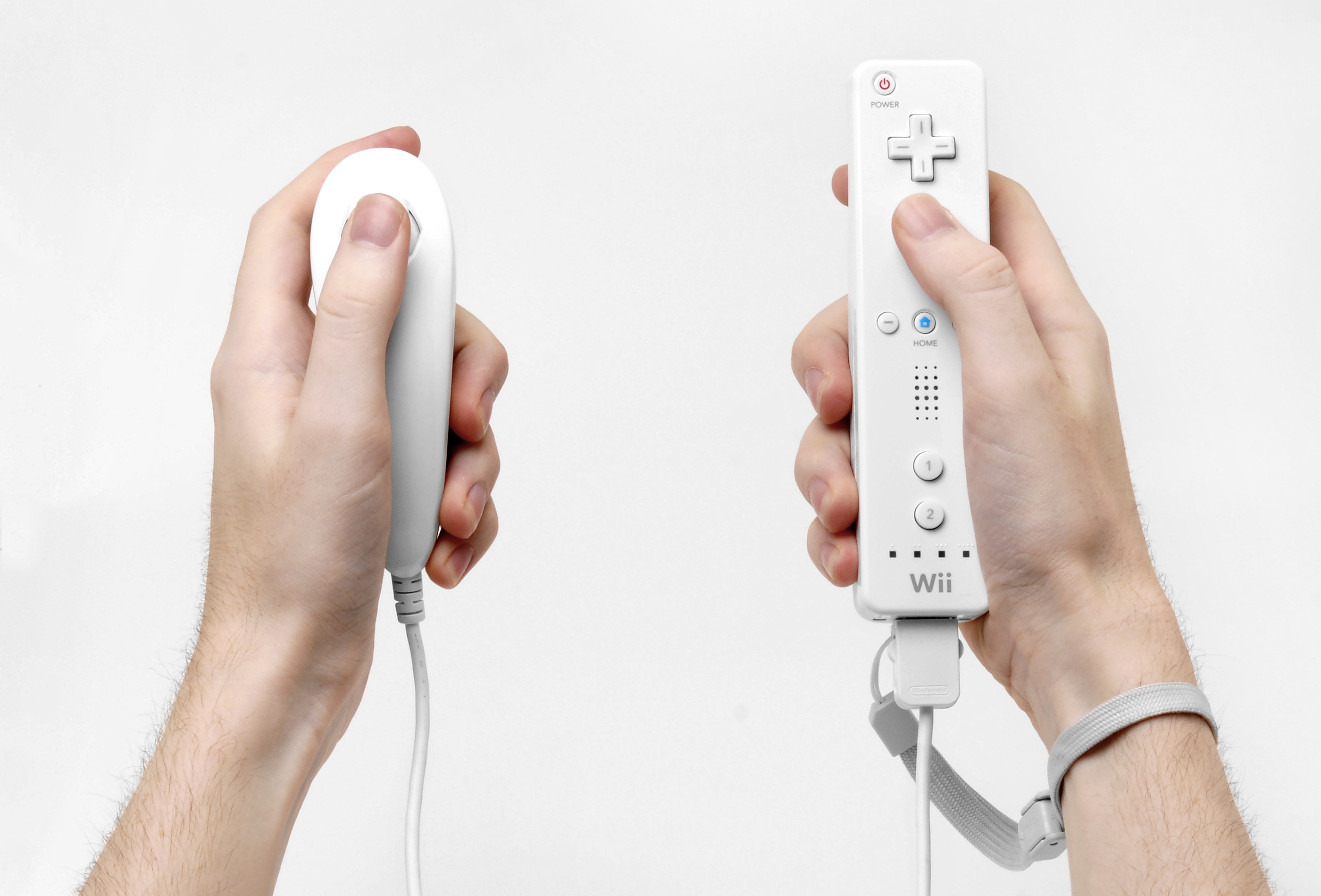
Nunchuk oraz kontroler Wii Remote

Wii Remote to obsługiwany jedną ręką kontroler, korzystający z kombinacji przyspieszeniomierzy i detekcji podczerwieni (z matrycy diod LED w sensorbarze) do wykrywania swojej pozycji w trójwymiarowej przestrzeni. Urządzenie pozwala na kontrolowanie gry zarówno za pomocą ruchów ręką, jak i tradycyjne naciskanie przycisków. Kontroler łączy się z konsolą za pomocą technologii Bluetooth i wykorzystuje force feedback, 4 kB pamięci trwałej i wewnętrzny głośnik. Do kontrolera można podłączyć inne urządzenia z pomocą stworzonego specjalnie dla Wii Remote'a portu. Jednym z takich urządzeń jest Nunchuk, który zawiera w sobie przyspieszeniomierz i tradycyjną gałkę analogową z dwoma bocznymi przyciskami. Wraz z pilotem dostarczana jest smycz na nadgarstek, która używana jest jako zabezpieczenie przed przypadkowym upuszczeniem lub rzuceniem kontrolera. W odpowiedzi na przypadki zerwań kontrolerów ze smyczy Nintendo oferuje teraz wytrzymalsze zamienniki dla wszystkich smyczy Wii Remote'a.

### Specyfikacja techniczna
Nintendo samo podało częściową specyfikację konsoli, natomiast niektóre kluczowe fakty najpierw przedostały się do prasy.
| Procesory: - CPU: bazujący na PowerPC procesor "Broadway" wykonany w technologii 90 nm, prawdopodobnie o szybkości 729 MHz - GPU: ATI "Hollywood" GPU wykonany w technologii 90 nm prawdopodobnie* taktowany na 243 MHz Pamięć: - 88 MB głównej pamięci (24 MB "wewnętrznej" 1T-SRAM zintegrowanej z układem graficznym, 64 MB "zewnętrznej" GDDR3 SDRAM) - 3 MB pamięci na tekstury Porty i możliwości peryferyjne: - Podłączenie czterech Pilotów Wii (za pomocą Bluetooth) – możliwość gry w pięć osób, używając czterech Pilotów Wii i jednego kontrolera konsoli Nintendo GameCube - Jeden slot na karty SD - Dwa porty USB 2.0 - Jeden port na sensorbar (diody led) - Jeden port na dołączenie akcesoriów pod Pilotem Wii - Cztery porty na kontrolery Nintendo GameCube - Dwa porty na karty pamięci Nintendo GameCube - Moduł bezprzewodowy Mitsumi DWM-W004 WiFi 802.11b/g - Kompatybilny z sieciami: lokalną Ethernet po podłączeniu adaptera do portu USB Wbudowane systemy oceniania treści: - BBFC, CERO, ESRB, OFLC, OFLC (NZ), PEGI, USK | Pamięć: - 512 MB wbudowanej pamięci flash NAND - Rozszerzenie możliwe przez karty SD o maksymalnym rozmiarze 32 GB - Karty pamięci Nintendo GameCube (do zapisywania stanu gier z Nintendo GameCube) - Slot na dyski optyczne kompatybilny z 8 cm dyskami GameCube i 12 cm dyski Wii - Mask ROM firmy Macronix Wideo: - Do 480p (PAL/NTSC) lub 576i (PAL/SECAM), proporcje 4:3 i 16:9 - Component (włączając skanowanie progresywne), RGB SCART (jedynie w PAL), S-Video (jedynie w NTSC), wyjście composite lub D-Terminal Dźwięk: - Konsola: Stereo – kompatybilny z Dolby Pro Logic II - Kontroler: Wbudowany głośnik |

### Problemy prawne
Interlink Electronics, firma z Kalifornii, wytoczyła sprawę o naruszenie własności patentowej przeciwko Nintendo z powodu możliwości wskazywania Pilota Wii, mówiąc o "zmniejszonej sprzedaży oraz utracie dochodów". Anascape Ltd, firma z siedzibą w Teksasie, również złożyła pozew przeciwko Nintendo za złamanie prawa patentowego. Green Welling LLP wystosowało pozew zbiorowy przeciw Nintendo za ich "wadliwe smycze".

## Możliwości

### Kanały Wii
Interfejs użytkownika systemu operacyjnego konsoli został zaprojektowany na wzór kanałów telewizyjnych. Oddzielne kanały (Wii Channels) są pokazywane na siatce. Wybierane są one korzystając z możliwości wskazywania w pilocie Wii. Istnieje sześć głównych kanałów: Disc Channel (kanał dysków), Mii Channel (kanał Mii), Photo Channel (kanał zdjęć), Wii Shop Channel (kanał sklepowy), Forecast Channel (kanał pogodowy) i News Channel (kanał z wiadomościami). Kanał pogodowy został udostępniony 19 grudnia 2006. Premiera kanału informacyjnego została zapowiedziana na 27 stycznia 2007.
Trzy dodatkowe kanały mogą zostać ściągnięte z kanału sklepowego: kanał służący do głosowania (Everybody Votes Channel), kanał internetowy (Internet Channel) i Virtual Console (wirtualna konsola). Wersja beta kanału internetowego została pokazana 22 grudnia 2006 i jest dostępna do ściągnięcia przez kanał sklepowy. Pełna wersja została udostępniona w marcu 2007 i do czerwca 2007 była bezpłatna do ściągnięcia. Od czerwca 2007 do 30 sierpnia 2009 kanał ponownie był płatny. 30 stycznia 2019 roku Wii Shop Channel został zamknięty.

### Wsteczna kompatybilność

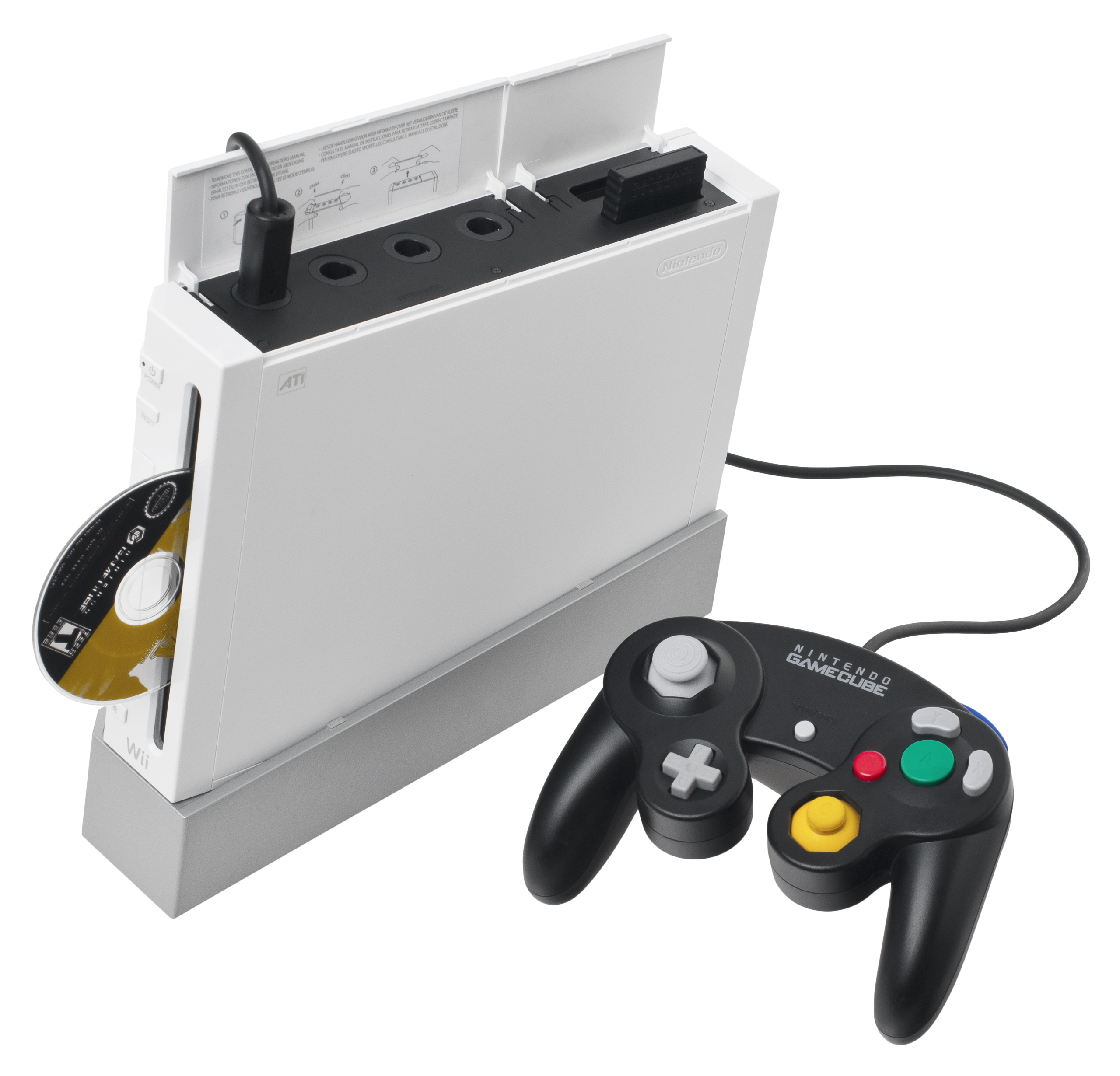
Sloty akcesoriów konsoli GameCube widoczne w górnej części konsoli Wii.

Konsola Wii jest kompatybilna wstecz ze wszystkimi grami na Nintendo GameCube i z większością urządzeń GameCube. Zostało to osiągnięte między innymi dzięki slotowi na płyty, który akceptuje również dyski z grami GameCube, czterema portami dla kontrolerów GameCube i dwoma slotami na karty pamięci GameCube. Kontroler GameCube jest niezbędny do gry w tytuły na GameCube, ponieważ z tymi tytułami nie działa ani Wii Remote, ani Classic Controler. Karta pamięci GameCube również jest niezbędna, jeżeli gracz ma zamiar zapisywać stany gry. Nintendo oświadczyło, że Wii nie jest kompatybilne z poniższymi urządzeniami Nintendo GameCube: modem, modem szerokopasmowy, Game Boy Player, kabel AV oraz zasilacz.

### Połączenie z Nintendo DS
Konsola Wii obsługuje bezprzewodowe połączenie z konsolą Nintendo DS. Shigeru Miyamoto powiedział, że Nintendo wciąż pracuje nad możliwościami wykorzystania tych opcji. W czerwcu 2006 Satoru Iwata wyjaśnił, że przenośna konsola DS komunikuje się z konsolą bez żadnych dodatkowych urządzeń.
Połączenie umożliwia graczom korzystanie z mikrofonu bądź ekranu dotykowego obecnych w Nintendo DS jako kontrolerów gier Wii. Pierwszą grą, która korzystała z połączenia DS-Wii, była Pokémon Battle Revolution. Gracze mogli walczyć wybranymi pokemonami między sobą na Wii używając konsoli przenośnej jako kontrolera. Także Wii może poszerzać gry na Nintendo DS o różne elementy.

### Ochrona rodzicielska
W konsoli znajduje się ochrona rodzicielska zabraniająca młodszym graczom w granie gry z nieodpowiednią treścią dla danego poziomu wiekowego. Gdy gra dla Wii lub Wirtualnej konsoli jest uruchamiana, konsola odczytuje jej kategorie wiekowe zapisane w danych gry. Jeżeli wiek ustawiony w konsoli jest niższy od wieku zapisanego w kategoriach wiekowych gry, konsola nie uruchomi gry bez uprzedniego wpisania odpowiedniego hasła. Ochrona rodzicielska nie obejmuje gier na konsolę GameCube.
Europejskie jednostki obsługują system oceniania PEGI, podczas gdy północno-amerykańskie będą korzystać z systemu ESRB. Konsola Wii obsługuje wiele różnych systemów oceniania dostępnych w różnych krajach, włączając CERO w Japonii, USK w Niemczech, zarówno PEGI i BBFC w Wielkiej Brytanii i OFLC w Australii i Nowej Zelandii.

### Połączenie bezprzewodowe
Konsola Wii pozwala na dostęp do Internetu dzięki wbudowanemu modułowi 802.11b/g Wi-Fi lub przez adapter sieci Ethernet podłączany do portu USB konsoli. W obu przypadkach gracze otrzymują dostęp do serwisu Nintendo Wi-Fi Connection. Nintendo oświadczyło, że zaimplementowało w konsoli standardowe protokoły sieci Wi-Fi. Bezpieczeństwo sieci bezprzewodowej gwarantują protokoły obsługiwane jest za pomocą WEP, WPA (TKIP), WPA (AES) oraz WPA2 (AES). Tak jak w przypadku konsoli Nintendo DS firma nie pobiera opłat za grę za pomocą serwisu, a system Friend Code ma kontrolować przyłączających się do gry kolejnych graczy. Doniesiono, że wymagany jest jedynie jeden kod systemowy Wii do gry wieloosobowej. System obsługuje również Forum Wii, które ma możliwość informowania zarejestrowanych w serwisie przyjaciół o zakupionych grach.
Serwis zawiera wiele możliwości, włączając w to Virtual Console, WiiConnect24 i Kanał internetowy. Konsola może się również komunikować z innymi konsolami Wii za pomocą zarządzanej przez jedno z urządzeń bezprzewodowej sieci lokalnej, umożliwiając lokalną grę wieloosobową na kilku odbiornikach. WiiConnect24 zamknęło się 28 czerwca 2013 roku, co spowodowało, że niektóre aplikacje są odtąd nie dostępne. Nintendo Wi-Fi Connection nie jest już dostępne od 20 maja 2014. Od 30 stycznia 2019 roku usunięta została większość zawartości Wii Shop Channel (oprócz The Legend Of Zelda Skyward Sword Save Data Update Channel, Wii System Transfer (tylko Wii U) oraz Wii U Transfer (tylko Wii)). Nie dotyczy to chwilowo ponownego pobierania gier i aplikacji, chociaż że i to przestanie być wspierane kiedyś.

### Firmware
Firmware Wii wymaga od czasu do czasu uaktualnienia. W celu używania Kanałów wymagających dostępu do Internetu potrzebna jest aktualizacja. Konsole sprzedawane są również z najnowszą dostępną wersją firmware. Pierwsza poprawka wprowadzająca obsługę Wii Shop Channel przesyłana przez WiiConnect24 powodowała w niewielkiej części konsoli ich "uszkodzenie" (nie były w stanie łączyć się z internetem, lub nie działały prawidłowo), wymuszając na użytkownikach odesłanie ich do Nintendo do naprawy, po czym odzyskiwane były dane, lub darmowa wymiana na nowy model. W drugim przypadku zwrot konsoli następował szybciej, lecz użytkownik tracił zapisane dane.

## Black Wii
Odmiana konsoli wcześniej znana pod dość długą nazwą "Black Wii Limited Edition", teraz znana jako "Black Wii". Jest cała czarna, dostarczana z grą: Wii Sports oraz Wii Sports Resort. Wii Remote został wyposażony (dla potrzeb Wii Sports Resort) w przystawkę: Wii Motion Plus (obecnie przystawka jest już domyślnie wbudowana w kontroler Wii Remote).

## Biblioteka oprogramowania
Pierwsze zapowiedziane gry na Wii to głównie sztandarowe produkty Nintendo, jak na przykład Wii Sports, Wii Play, The Legend of Zelda: Twilight Princess, Metroid Prime 3: Corruption, Super Mario Galaxy, WarioWare: Smooth Moves, Animal Crossing: Let’s Go to the City, Pokémon Battle Revolution, Super Smash Bros. Brawl czy Fire Emblem: The Goddess of Dawn, z czego tylko The Legend of Zelda: Twilight Princess została wydana we wszystkich regionach zgodnie z planem. Jednak na konsolę dostępnych jest wiele tytułów od różnych producentów gier. Ubisoft wydał osiem tytułów w czasie premiery konsoli i oświadczył, że kolejne sześć znajduje się w produkcji. Midway Games oświadczyło, że tworzy sześć tytułów na konsolę, a EA zadeklarowało "100%" poparcie dla konsoli. EA w tym czasie wykupiło całkowicie wieloletniego partnera, firmę Headgate Studios, który teraz produkuje gry głównie na konsolę Nintendo.
Mimo że Perrin Kaplan początkowo oświadczyła, że konsola będzie wolna od zabezpieczeń regionalnych, oddziały amerykański i europejski koncernu Nintendo zdecydowały się na umieszczenie blokady regionu.